# Love & Emotion
| Críticas profissionais | Críticas profissionais |
| Avaliações da crítica  | Avaliações da crítica  |
| Fonte                  | Avaliação              |
| ---------------------- | ---------------------- |
| allmusic               | [ 1 ]                  |

Love & Emotion é o terceiro álbum de estúdio do cantor Stevie B, lançado em 1990 pela gravadora LMR Records. O álbum conseguiu a posição #54 na Billboard 200 e foi certificado Ouro nos Estados Unidos em 1991.

## Faixas
| N.º | Título                                  | Duração |  |
| 1.  | "Love and Emotion"                      | 3:43    |  |
| 2.  | "Because I Love You (The Postman Song)" | 5:02    |  |
| 3.  | "Forever More"                          | 4:15    |  |
| 4.  | "Broken Hearted"                        | 4:45    |  |
| 5.  | "Facts of Love"                         | 5:24    |  |
| 6.  | "Who's Loving You Tonight?"             | 4:56    |  |
| 7.  | "We're Jammin' Now"                     | 5:45    |  |
| 8.  | "Memories of Loving You"                | 4:02    |  |
| 9.  | "I'll Be by Your Side"                  | 4:59    |  |

Faixas Bônus
| N.º | Título                        | Duração |  |
| 10. | "Love and Emotion" (Mean Mix) | 7:53    |  |

## Posições nas paradas musicais
| Parada musical (1990/1991)     | Melhor posição |
| ------------------------------ | -------------- |
| Canadá (The Record)            | 75             |
| Estados Unidos (Billboard 200) | 54             |
| Estados Unidos (R&B Albums)    | 81             |
| Japão (Oricon)                 | 16             |
| Suécia (Sverigetopplistan)     | 50             |

## Certificações
| Estados Unidos (RIAA)                     | Ouro | 8 de janeiro de 1991 | 500.000* |
| *número de vendas baseado na certificação |      |                      |          |